# Скорынин, Владимир Петрович
Владимир Петрович Скорынин (26 марта 1924, Косья, Уральская область — 20 октября 1943, Троицкое, Днепропетровская область) — командир взвода 310-го гвардейского стрелкового полка 110-й гвардейской стрелковой дивизии 37-й армии Степного фронта, гвардии лейтенант. Герой Советского Союза.

## Биография
Родился 26 марта 1924 года в приисковом посёлке Косья Тагильского округа Уральской области (ныне — в составе Нижнетуринского городского округа Свердловской области) в семье служащего: Петра Илларионовича и Алевтины Михайловны Скорыниных. Русский.
Семья проживала по адресу: посёлок Косья, улица Ленина, дом №10. Рос вместе с братом Геннадием. В 1931 году пошёл Косьинскую школу, которую окончил в 1941 году.
По окончании средней школы устроился на работу на местный прииск. Работал контролёром сполоска на золотодобывающей промывочной драге №41.
В июле 1942 года был призван Исовским райвоенкоматом в ряды РККА и направлен на обучение в Свердловское пехотное училище. Сокращённый курс подготовки завершился в феврале 1943 года. 25 февраля Владимир сдал выпускные зачёты и уже через месяц был отправлен в действующую армию в звании лейтенанта. В дороге на фронт он встретил свой девятнадцатый день рождения.
Проходил службу и участвовал в боях с войсками противника на Северо-Кавказском (с мая по июль 1943 года), Степном (с августа 1943 года) и 2-м Украинском фронтах. Был членом ВЛКСМ и являлся кандидатом в члены ВКП(б).
Влившись в ряды только что созданной 110-й гвардейской стрелковой дивизии в должности командира 2-го стрелкового взвода 7-й роты 3-го батальона 310-го гвардейского стрелкового полка, гвардии лейтенант Владимир Скорынин отличился в период битвы за Днепр. В рамках Полтавско-Кременчугской операции его дивизии предстояло двигаться во втором эшелоне наступления в составе 37-й армии. 26 августа 1943 года штабом дивизии был издан приказ, согласно которому, начиная с 01.09.1943, дивизия перебрасывалась железнодорожным транспортом из места формирования под Воронежем, со станции Отрожка к местам ведения боевых действий. После выгрузки на станции у села Коробочкино, Харьковской области, подразделения сосредоточились в населённых пунктах Молодовая, Большая Бабка, Пятницкое, Хотомля. Полк Скорынина разместился в лесу у села Пятницкое, где продолжились занятия по тактической, огневой и инженерной подготовке. В ночь с 14 на 15 сентября части дивизии выдвинулись на новое место сосредоточения под посёлок Коротич. Ещё через день, 17.09.1943, был осуществлён ночной переход к селу Черемушная. Там с 21 сентября дивизия подключается к преследованию отступающего противника и совершает форсированный двухсоткилометровый марш к берегам Днепра.
В бою 1 октября 1943 года за село Куцеволовка Онуфриевского района Кировоградской области Украины первым ворвался в населённый пункт. Его взвод уничтожил дзот противника и обеспечил продвижение вперёд других подразделений.
Действуя в разведке, с двумя бойцами проник в тыл противника, забросал вражеский штаб гранатами, взял в плен офицера. Погиб в бою 20 октября 1943 года. Похоронен с боевыми товарищами возле кладбища на хуторе Крутояровка, а в послевоенные годы прах Героя перезахоронен в селе Дериевка Кировоградской области Украины.
Указом Президиума Верховного Совета СССР «О присвоении звания Героя Советского Союза генералам, офицерскому, сержантскому и рядовому составу Красной Армии» от 22 февраля 1944 года за «образцовое выполнение боевых заданий командования при форсировании реки Днепр, развитие боевых успехов на правом берегу реки и проявленные при этом отвагу и геройство» удостоен звания Героя Советского Союза с вручением ордена Ленина и медали «Золотая Звезда».
Награждён орденом Ленина, орденом Красного Знамени.
Именем Героя названы улицы в городе Нижняя Тура и в посёлке городского типа Косья Свердловской области.

## Галерея
- Улица Скорынина в Нижней Туре
- Школа и памятный знак Скорынину В. П. в Косье
- Монумент памяти Скорынина В. П. в Косье

## Комментарии
1. ↑  Сполоск — технологический процесс при золотодобыче, связанный со смывкой золотонесущего концентрата, осевшего в уловителях драги, в отдельный накопитель.
2. ↑  В период с 1933 по 1955 годы посёлок Косья входил в состав Исовского района.
3. ↑  Зачёты проходили по шести дисциплинам.

Оценки курсанта Скорынина:
  1. Баллистика — посредственно;
  2. Материальная часть оружия — отлично;
  3. Управление огнём — отлично;
  4. Уставы Красной армии — хорошо;
  5. Тактика — отлично;
  6. Политическая подготовка — отлично.

Поскольку посредственная оценка по одной из дисциплин снижали присваемое по итогу обучения в училище звание до младшего лейтенанта, Владимир пересдавал эти предметы повторно.
4. ↑  Степной фронт был переименован во 2-й Украинский в день смерти лейтенанта Скорынина.